# ديوان ولي العهد (الكويت)
ديوان ولي العهد في دولة الكويت هو جهاز أداري يتبع ولي عهد دولة الكويت.

## رؤساء ديوان ولي العهد

### قائمة رؤساء ديوان ولي العهد
|   | الاسم                            | الصورة                   | بداية الفترة   | نهاية الفترة   | ولي العهد                |
| - | -------------------------------- | ------------------------ | -------------- | -------------- | ------------------------ |
| 1 | الشيخ مبارك فيصل السعود الصباح   |                          | 2008           | 12 أكتوبر 2020 | الشيخ نواف الأحمد الصباح |
| 1 | الشيخ مبارك فيصل السعود الصباح   | الشيخ مشعل الأحمد الصباح | 2008           | 12 أكتوبر 2020 |                          |
| 2 | الشيخ أحمد عبدالله الأحمد الصباح |                          | 21 سبتمبر 2021 | 15 أبريل 2024  | الشيخ مشعل الأحمد الصباح |